# SN 2008hr
SN 2008hr – supernowa typu Ia odkryta 23 listopada 2008 roku w galaktyce PGC 1575852. W momencie odkrycia miała maksymalną jasność 19,00m.